# 트램펄린

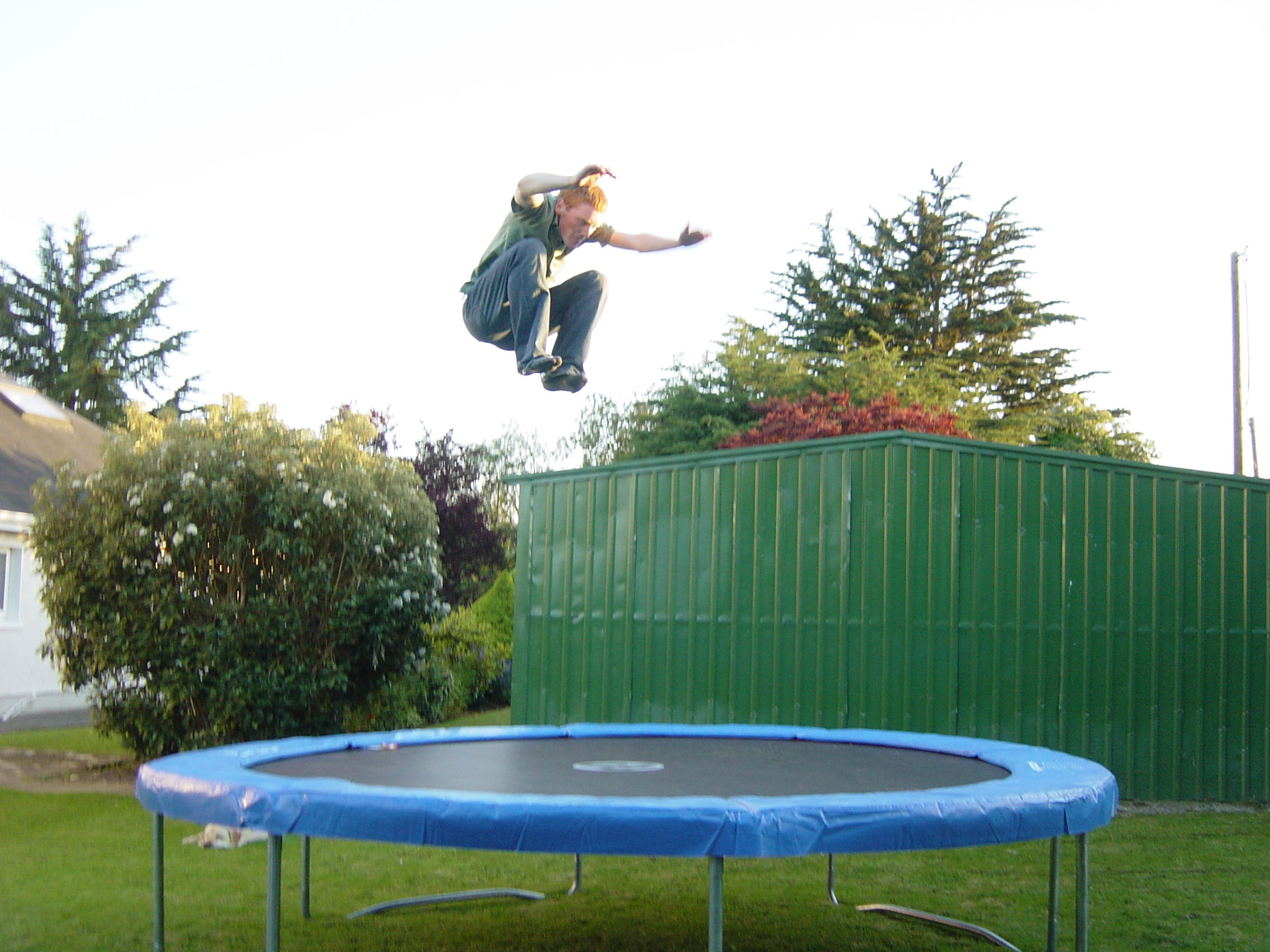
트램펄린의 모습.

트램펄린(영어: trampoline)은 사각 또는 원형의 테두리에 신축성이 있는 팽팽한 천과 용수철로 고정한 운동 기구이다. 이 위에서 도약을 반복하면 반발력에 의해 기구를 사용하지 않을 때보다 수 배의 높이로 점프하는 것이 가능해진다.

## 역사
트램펄린과 비슷한 게임은 이누이트족이 개발하였다.
현대의 최초의 트램펄린은 1936년 조지 니센과 래리 그리즈월드가 개발하였다.